# Seraf
En seraf er en engel med tre par vinger der nævnes i Det gamle testamente. Navnet kommer af det hebraiske verbum saraf (= at brænde). Ordet serafim (= de brændende) benyttes også om slanger, sandsynligvis med tanke på smerten ved slangebid. 

## Bibelens omtale
Seraferne nævnes følgende steder i Bibelen:
- Esajas 6:2 – "Omkring ham svævede flammende engle – hver med seks vinger. Med de to vinger dækkede de deres ansigter, med to andre vinger dækkede de fødderne, og med de sidste to fløj de."
- Esajas 6:6 – "Da fløj en af englene hen til alteret; og med en tang tog han et stykke glødende kul fra alteret." [2]

Seraferne er ifølge Esajas' bog 6:2 beskrevet som åndeskabninger med seks vinger, placeret omkring Guds trone i himlen, så man kan regne med, at de har en meget høj stilling i den himmelske rangordning. Ud fra betydningen af ordet "seraf" må man antage, at de udstråler et brændende lys.
Bibelen giver intet antal på seraferne. Esajas 6:3 siger, at de råbte til hinanden, hvad der tyder på, at de stod på hver sin side af tronen. De råbte: "Hellig, hellig, hellig er Herren den Almægtige! Hele jorden er fyldt af hans herlighed," hvad der tyder på, at deres opgave er at kundgøre Guds herlighed overalt i universet, også på Jorden.

## Kobberslangen
Under ørkenvandringen bebrejdede Israels folk Moses og Gud, at de havde ført dem ud af Egypten: "»Hvorfor har I ført os op fra Egypten for at dø i ørkenen? Her er jo hverken brød eller vand, og vi er lede ved den elendige føde.« Men Herren sendte slanger, som bed folket, og mange israelitter døde. Da kom folket til Moses og sagde: »Vi har syndet, for vi har talt mod Herren og mod dig. Bed til Herren om, at han skal fjerne slangerne fra os!« Moses bad for folket, og Herren sagde til Moses: »Lav en slange og sæt den på en stang! Enhver, der er blevet bidt, og som ser på den, skal beholde livet.« Så lavede Moses en kobberslange og satte den på en stang; hvis nogen så blev bidt af en slange og rettede sit blik mod kobberslangen, beholdt han livet." (4. Mosebog, 21:5-9)
I senere kristen fortolkning blev denne slange på en stang til et symbol på den korsfæstede Jesus. Jesu sejr over djævelen blev den ene slanges (serafs) sejr over den anden.  Frans af Assisi så Kristus-serafen i et syn fra sin celle på La Verna-bjerget om morgenen 14. september 1224, to år før sin død, og "snart begyndte der på hans hænder og fødder at vise sig mærker efter de fire nagler, han just havde set i kødet på den korsfæstede, der svævede i luften over ham". Frans af Assisis stigmatisationssyn sammen med Kristus-serafen blev første gang malet af Bonaventura Berlinghieri, øverst til venstre i hans portrættavle af helgenen.

## Den 3. Enoksbog
I den 3. Enoksbog oplyses det, at seraferne har fået det navn, fordi de brænder Satans optegnelser: "Hver dag sidder Satan sammen med Sammael, Roms fyrsteengel, og Dubbiel, Persiens fyrsteengel, og nedskriver Israels synder, og det skrevne gives videre til seraferne, for at de kan præsentere det for den Hellige, så Han kan udslette Israel fra verden." I stedet for brænder seraferne straks papirerne i ilden over for Herrens trone, "så Israels synder ikke kommer Ham for ørene". I 3. Enoksbog er seraferne dem, der står Herren nærmest. De brænder med et lys så stærkt, at end ikke keruberne er i stand til at se på dem uden at blindes. Her sættes serafernes tal til fire, de har hver seks vinger svarende til de seks skabelsesdage, og desuden hver fire ansigter. Af størrelse er de syv himle høje og vingefanget det dobbelte. Deres fyrste, Serafiel, har krop som en ørn. Ligesom keruberne er han dækket af øjne. Fra knæ til lår lyser øjnene som planeten Venus; fra lår til lænder som Månen; og derfra og op til nakken som Solen. Safiren på hans pande er så stor som hele universet. I hans krone er alt lys i hele universet samlet. 